# Jałowczyny
Jałowczyny – wzniesienie na Równinie Gryfickiej o wysokości 69 m n.p.m., położone w woj. zachodniopomorskim, w powiecie białogardzkim, w gminie Karlino, między wsiami Zwartowo i Domacyno.
Obszar wzniesienia został objęty specjalnym obszarem ochrony siedlisk "Dorzecze Parsęty".
Nazwę Jałowczyny wprowadzono urzędowo rozporządzeniem w 1949 roku, zastępując poprzednią niemiecką nazwę Knirken Berge.